# چیکیتیتا
چیکیتیتا که در زبان اسپانیایی به‌معنای دختر کوچک یا دخترک است، نخستین تک‌آهنگ انتشاریافته از آلبوم آیا می‌خواهی گروه پاپ سوئدی آبا بود. این تک‌آهنگ همچنین ششمین تک‌آهنگ منتشرشده توسط پولار میوزیک و پنجمین توسط اپیک رکوردز و آتلانتیک رکوردز بود. نخست قرار بود که ترانهٔ «اگر به‌خاطر شب نبود»، به‌عنوان تک‌آهنگ اصلی آلبوم انتشار یابد اما پس از تکمیل «چیکیتیتا»، تصمیم بر آن شد که این ترانه به‌عنوان سینگل اصلی آلبوم منتشر شود.

## بازخورد
«چیکیتیتا» پس از انتشار به یکی از موفق‌ترین ترانه‌های آبا بدل شد. این ترانه در سال ۱۹۷۹ که سال جهانی کودک نام گرفته بود در مراسمی خیریه که توسط صندوق کودکان ملل متحد (یونیسف) برگزارشده بود و Music for UNICEF Concert نام داشت از مجمع عمومی سازمان ملل متحد برای تمام دنیا پخش گردید. به‌دنبال این رویداد، آبا نیمی از تمامی بهره مالکانهٔ این اثر را به یونیسف اهدا نمود.
چیکیتیتا همچنین توانست رتبهٔ نخست چارت‌های موسیقی در کشورهای بلژیک، فنلاند، ایرلند، هلند، نیوزیلند، اسپانیا، سوئیس، مکزیک، آفریقای جنوبی و زیمبابوه را به خود اختصاص دهد و در سوئد، بریتانیا، استرالیا، شیلی، آلمان غربی و نروژ، یکی از ۵ آهنگ بالای جدول شود. بدین‌ترتیب «چیکیتیتا» با درنظرگرفتن رتبه‌های کسب‌کرده در چارت‌های موسیقی جهان به موفقترین تک‌آهنگ آلبوم آیا می‌خواهی بدل شد. این ترانه همچنین یکی از معروفترین ترانه‌هایی است که برای مراسمی خیریه اجرا شده است.

## موقعیت در جدول‌های موسیقی
| چارت (۱۹۷۹)             | رتبه |
| ----------------------- | ---- |
| جدول تک‌آهنگ‌های استرالیا | ۴    |
| جدول تک‌آهنگ‌های اتریش    | ۶    |
| جدول تک‌آهنگ‌های بلژیک    | ۱    |
| جدول تک‌آهنگ‌های کانادا   | ۱۷   |
| جدول تک‌آهنگ‌های هلند     | ۱    |
| جدول تک‌آهنگ‌های فنلاند   | ۱    |
| جدول تک‌آهنگ‌های فرانسه   | ۱۳   |
| جدول تک‌آهنگ‌های آلمان    | ۳    |
| جدول تک‌آهنگ‌های ایرلند   | ۱    |
| جدول تک‌آهنگ‌های ایتالیا  | ۴۸   |
| جدول تک‌آهنگ‌های ژاپن     | ۱۹   |
| جدول تک‌آهنگ‌های نیوزیلند | ۱    |
| جدول تک‌آهنگ‌های نروژ     | ۴    |
| جدول تک‌آهنگ‌های اسپانیا  | ۱    |
| جدول تک‌آهنگ‌های سوئد     | ۲    |
| جدول تک‌آهنگ‌های سوئیس    | ۱    |
| جدول تک‌آهنگ‌های انگلستان | ۲    |
| ۱۰۰ آهنگ داغ بیلبورد    | ۲۹   |